# أولين ستيفنز
أولين ستيفنز (بالإنجليزية: Olin Stephens) هو مهندس أمريكي، ولد في 13 أبريل 1908 في هارلم في الولايات المتحدة، وتوفي في 13 سبتمبر 2008 في هانوفر في الولايات المتحدة.

## وصلات خارجية
- أولين ستيفنز على موقع الموسوعة البريطانية (الإنجليزية)